# Heckler & Koch G3
G3 (som står för Gewehr 3) är en gevärsfamilj av automatvapen som tillverkas av Heckler & Koch. Den köptes in som standardvapnet för Bundeswehr år 1959 och även i många andra länder. G3 använder 7.62 × 51 mm NATO ammunition. Vapnet antogs av svenska försvaret år 1964, modifierades något och fick namnet Automatkarbin 4 (i dagligt tal kallad Ak 4).

## Historia
I slutet av andra världskriget flydde ett antal tyska vapenkonstruktörer till Spanien och fortsatte där att utveckla en del idéer som testats i Tyskland under kriget, bland andra ett vapen i kaliber 7,92x33, med halvreglat slutstycke, Sturmgewehr 44 och den från denna senare utvecklade StG45. De anställdes vid ett tekniskt institut i Madrid, benämnt CETME, där de så småningom förfinade StG45 till ett vapen, i kaliber 7,62x51, som kallades CETME Modelo C. Detta var ett halvreglat vapen med låsrullar. I december 1949 flyttade några av tyskarna hem och startade företaget Heckler & Koch. Denna firma, som låg i Mausers gamla hemstad Oberndorf am Neckar, köpte licensrätten för Modelo C av CETME. Vapnet antogs 1956 av Bundeswehr under namnet Gewehr 3 (G3) och leveranserna började 1959.